# Canal Rideau
El Canal Rideau, (en anglès: Rideau Waterway, en francès: Canal Rideau), és un canal de 202 km que connecta la ciutat d'Ottawa, Ontario al Canadà, amb el Riu Ottawa a la ciutat de Kingston, Ontario, al llac Ontario. Està inscrit a la llista del Patrimoni de la Humanitat de la UNESCO des del 2007.

## El Canal
El nom de Rideau en francès significa "cortina" es deriva de l'aparició de cortina de cascades bessones del riu Rideau, on s'uneixen al riu Ottawa. El sistema de canals utilitza seccions de grans rius, incloent el Rideau i el Cataraqui, així com alguns llacs. El Canal Rideau és gestionat per Canada Parks amb el Canadian Heritage Rivers System.